# Jeffrey Tate

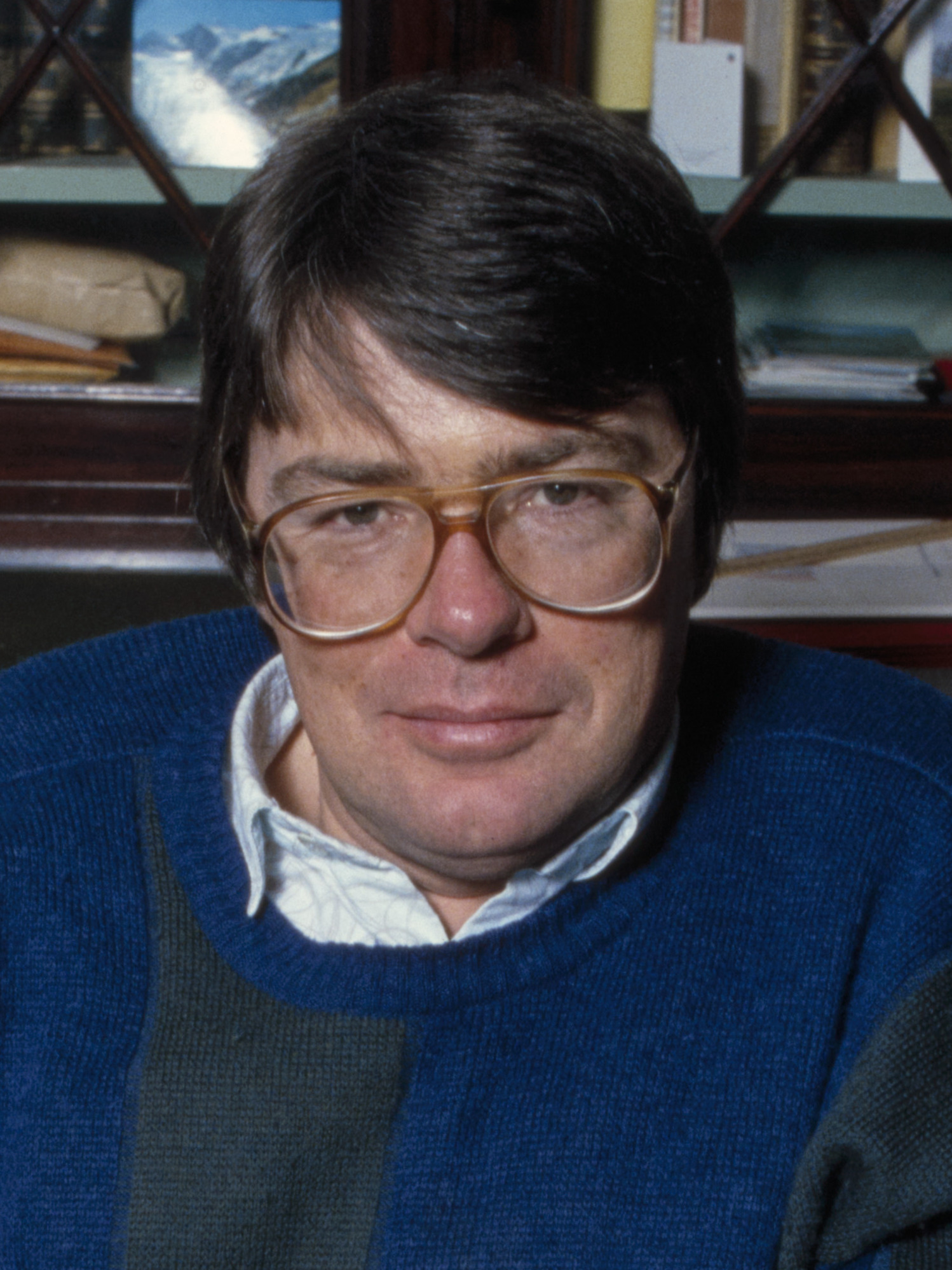
Jeffrey Tate

Jeffrey Philip Tate, CBE (Salisbury, 28 april 1943 – Bergamo, 2 juni 2017) was een Britse dirigent van klassieke muziek.

## Leven en werk
Toen Jeffrey Tate nog jong was, verhuisden zijn ouders van zijn geboorteplaats Salisbury naar Farnham (Surrey), waar hij van 1954 tot 1961 de Farnham Grammar School bezocht. Hij won een State Scholarship voor de Universiteit van Cambridge, waar hij van 1961 tot 1964 geneeskunde studeerde aan Christ's College, met als specialisme oogchirurgie. Hij regisseerde ook theatervoorstellingen. Voordat hij zijn medische carrière opgaf werkte Tate in het St Thomas' Hospital in Londen. Hij werd repetitor en coach bij het Royal Opera House in Covent Garden (Londen), met Sir Georg Solti als mentor.
Tates internationale debuut als dirigent vond plaats in 1979 bij de Metropolitan Opera in New York. In 1985 werd hij tot chef-dirigent van het English Chamber Orchestra benoemd, en in september 1986 tot chef-dirigent van het Royal Opera House. Van 1991 tot 1995 was hij chef-dirigent van het Rotterdams Philharmonisch Orkest. In 2005 werd hij dirigent van het Teatro San Carlo in Napels. Tate maakte vele opnames, waarvan een serie van de pianoconcerten van Mozart met Mitsuko Uchida het bekendst is. Sinds het voorjaar van 2008 was Tate chef-dirigent van de Hamburger Symphoniker.
Na het dirigeren van concerten op 30 en 31 mei 2017 in Bolzano en Trento kreeg hij een hartinfarct. Hij overleed op 74-jarige leeftijd in het ziekenhuis van Bergamo.

## Eerbewijzen
In 1990 werd Sir Jeffrey Tate benoemd tot CBE (Commander in de Orde van het Britse Rijk) voor zijn muzikale verdiensten, en in 2017 werd hij Knight Bachelor wegens zijn bijdragen aan de promotie van Britse muziek in het buitenland.

## Persoonlijk
- Jeffrey Tate werd geboren met een open rug (spina bifida). Bovendien had hij kyfose, een verkromming in zijn ruggengraat die veroorzaakte dat hij scheef liep.
- Tate had vanaf 1977 een relatie met de Duitse geomorfoloog Klaus Kuhlemann. Zij trouwden in 2010.